# Valeria Messalina
Valeria Messalina (24 - Rome, 48) was de achternicht en derde vrouw van keizer Claudius. Ze was als dochter van Domitia Lepida minor en Valerius Messalla Barbatus afkomstig uit een respectabele Romeinse familie. Ze stond bekend om haar zedeloosheid. Het gerucht ging zelfs dat ze een kamertje had in een bordeel, waar ze onder de schuilnaam Lycisca seks had met zoveel mannen als zij aankon.
Ze was de moeder van Octavia (geboren in 40), de eerste echtgenote van de latere keizer Nero, en Britannicus (geboren in 41).
Toen keizer Claudius in 48 de stad uit was om de havens in Ostia te inspecteren, 'trouwde' Messalina met Gaius Silius. Of het bij wijze van scherts was of om Gaius Silius daarna op de troon te zetten, is onduidelijk. Claudius kreeg lucht van het 'bruiloftsfeest' en zowel Messalina als Gaius Silius werden, mede op instigatie van minister Narcissus, gedood - evenals de meeste andere feestgangers.

## Wetenswaardigheid
Wegens haar veronderstelde turbulente liefdesleven werd Catharina II van Rusland al tijdens haar leven de "Messalina van de Neva" genoemd.

## Messalina in kunst en cultuur

### Films
- Messaline (1910) - gespeeld door Madeleine Roch, korte film
- The Love of an Empress (1910) - gespeeld door Maria Caserini, korte film
- Messalina (1924) - gespeeld door Rina De Liguoro
- The Affairs of Messalina (1951) - gespeeld door María Félix
- Demetrius and the Gladiators (1954) - gespeeld door Susan Hayward
- Messalina (1960) - gespeeld door Belinda Lee
- Messalina vs. the Son of Hercules (1964) - gespeeld door Lisa Gastoni
- I, Claudius (1976) - gespeeld door Sheila White, miniserie
- Messalina, Messalina! (1977) en Caligula (1979) - gespeeld door Anneka Di Lorenzo
- Caligula and Messalina (1981) - gespeeld door Betty Roland
- A.D. (1985) - gespeeld door Jennifer O'Neill, miniserie
- Les Orgies de Messaline (1996) - gespeeld door Kelly Trump, pornofilm
- Imperium: Nero (2004) - gespeeld door Sonia Aquino, tv-film
- Nymphomaniac (2013) - gespeeld door Tabea Tarbiat

### Romans
- La Messalina (1633) - Francesco Pona
- Sejanus And Other Roman Tales (1839) - Edward Maturin
- L'Orgie Latine (1903) - Felicien Champsaur
- Ik, Claudius (1934) en Claudius de God (1935) - Robert Graves
- Messalina, Keizerin van Rome (1960) - Jack Oleck
- Messalina, die lasterhafte Kaiserin (2002) - Siegfried Obermeier
- Messaline, la putain impériale (2015) - Jean-Noël Castorio